# Морли (лунный кратер)
Кратер Морли (лат. Morley) — небольшой ударный кратер в восточной экваториальной области видимой стороны Луны. Название присвоено в честь американского физика и химика Эдварда Уильямса Морли (1838—1923) и утверждено Международным астрономическим союзом в 1976 г. 

## Описание кратера

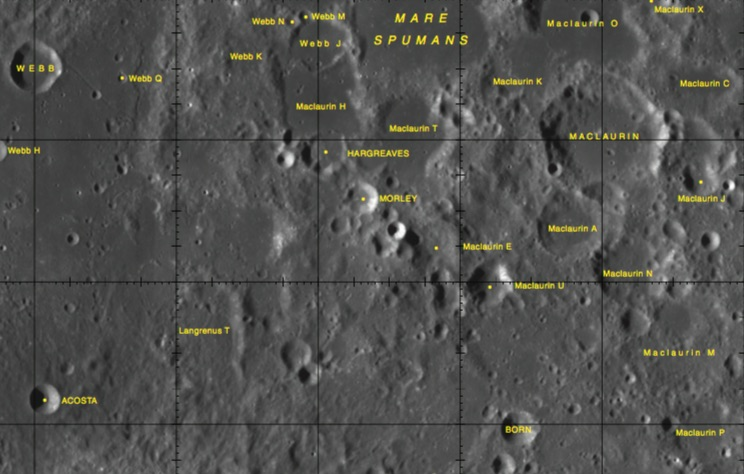
Окрестности кратера Морли. Фрагмент карты LAC-74.

Ближайшими соседями кратера являются кратер Харгривс на северо-западе; кратер Маклорен на востоке-северо-востоке; кратер Борн на юге-юго-востоке и кратер Акоста на юго-западе. На западе от кратера Морли находится Море Изобилия; на севере – Море Пены. Селенографические координаты центра кратера 2°49′ ю. ш. 64°37′ в. д. / 2,82° ю. ш. 64,62° в. д., диаметр 13,7 км, глубина 2250 м.
Кратер Мори имеет циркулярную чашеобразную форму с небольшим участком плоского дна. Вал в западной части отмечен несколькими мелкими кратерами. Внутренний склон гладкий. Высота вала над окружающей местностью достигает 520 м. Диаметр плоского дна чаши составляет приблизительно половину диаметра кратера. По морфологическим признакам кратер относится к типу BIO (по названию типичного представителя этого класса — кратера Био).
До получения собственного наименования в 1976 г. кратер имел обозначение Маклорен R (в системе обозначений так называемых сателлитных кратеров, расположенных в окрестностях кратера, имеющего собственное наименование).

## Сателлитные кратеры
Отсутствуют.

## См.также
- Список кратеров на Луне
- Лунный кратер
- Морфологический каталог кратеров Луны
- Планетная номенклатура
- Селенография
- Минералогия Луны
- Геология Луны
- Поздняя тяжёлая бомбардировка